# Transnordestina
A Ferrovia Nova Transnordestina (EF-232 e EF-116) é uma ferrovia brasileira, em bitola mista, atualmente em construção, projetada para ligar o Porto de Pecém, no Ceará, e o Porto de Suape, em Pernambuco, até o cerrado do Piauí, no município de Eliseu Martins, com extensão total de 1.753 km. No futuro se conectará com a ferrovia Norte-Sul (EF-151) em Porto Franco (MA).
A ferrovia no trecho entre Pecém e Eliseu Martins pertence à Transnordestina Logística S.A. (TLSA), uma subsidiária da Companhia Siderúrgica Nacional (CSN). Embora seja privada, a obra recebeu majoritariamente recursos públicos.
Seu nome faz alguma confusão à malha ferroviária em bitola métrica concedida para a CSN e operada pela Ferrovia Transnordestina Logística. Os dois trechos atualmente com trens de carga são a Ferrovia São Luís–Teresina e a Ferrovia Teresina-Fortaleza, chamadas genericamente de "Transnordestina antiga" em oposição à nova obra atualmente em execução.

## Características
O projeto desta ferrovia intenciona elevar a competitividade da produção agrícola e mineral da região Nordeste, com uma logística eficiente que une uma ferrovia moderna de alto desempenho e portos e calado profundo que podem receber navios de grande porte. A bitola mista permite a união da alta capacidade da bitola larga e a ligação com as outras ferrovias regionais com a bitola métrica.
- Ferrovia: Conectará Eliseu Martins ao Porto de Suape e ao Porto de Pecém.

 Bitola larga e mista
 Rampas: sentido exportação: 1,0% 
 Rampas: sentido importação: 1,5%
 Curvas com raio mínimo de 400 metros. 
 Projetada para garantir serviços logísticos: alta qualidade X baixo custo.
- Terminais: 2 Terminais portuários - exportação de granéis sólidos

 Localizações Estratégica: principais mercados consumidores e em portos aptos a operar navios “cape size”.  
Uma conexão entre a Nova Transnordestina e a Ferrovia Norte-Sul encontra-se em projeto e será construída entre as cidades de Eliseu Martins (PI) e Estreito (MA) num total de 400 quilômetros.

### Orçamento e Financiamento
O custo total da obra estimado em R$ 5,42 bilhões deverá ser excedido em 25% e totalizará cerca de R$ 6,72 bilhões. O aumento de custo foi justificado por maiores custos com mão de obra e equipamentos. Do orçamento atual, R$ 3,1 bilhões serão financiados, sendo R$ 2,7 bilhões do Fundo de Desenvolvimento do Nordeste (FDNE), R$ 225 milhões do BNDES e 180 milhões do Banco do Nordeste. Dos R$ 2,3 bilhões restantes, R$ 1,3 bilhão sai do caixa da CSN, R$ 823 milhões do Fundo de Investimento do Nordeste (Finor) e R$ 164 milhões da estatal Valec. Por tratar-se de um empreendimento de controle privado, o custo da Transnordestina é de responsabilidade da TLSA (Transnordestina Logística S.A.), controladora do projeto. Em dezembro de 2016, a obra estava 52% concluída, apesar de ter usado R$ 6,27 bilhões. Serão necessários mais R$ 5 bilhões para conclusão total da obra.

## História
O direito de concessão da Malha Nordeste da antiga Rede Ferroviária Federal (RFFSA) foi concedido, em 1997, para a empresa Companhia Ferroviária do Nordeste (CFN), subsidiaria da Companhia Siderúrgica Nacional (CSN). O inicio da exploração ocorreu em janeiro do ano seguinte, em 1998.
Em 2002, se iniciam os estudos para a implantação de novo traçado ferroviário na malha nordestina, iniciando o projeto do que viria a ser a Nova Transnordestina.
O presidente Luiz Inácio Lula da Silva, em 6 de junho de 2006, no último ano de seu primeiro mandato, lançou no município de Missão Velha, no Cariri cearense, as obras da ferrovia Nova Transnordestina. À época, foi anunciado que a obra teria um custo de R$ 4,5 bilhões e ficaria pronta até 2010. Quando foi lançada, a Nova Transnordestina era um dos maiores projetos de infraestrutura do Brasil, junto com a transposição do rio São Francisco. As duas obras foram uma espécie de semente do Programa de Aceleração do Crescimento (PAC), que quando foi lançado em 2007, acabou incorporando as duas.
Para cuidar da obra e, futuramente administrar a ferrovia, foi criada a empresa Transnordestina Logística S.A. (cuja sigla é TLSA). Para isso, a TLSA incorporou, em 2008, a antiga Companhia Ferroviária do Nordeste (CFN) que tinha o direito de concessão das ferrovias da área.
A obra começou em 2006 pelo trecho entre o município cearense de Missão Velha (onde o projeto foi lançado) até o município de Salgueiro (PE). Portanto, a construção começou pelo meio da ferrovia para depois chegar às pontas, isto é, ao Pecém (CE), ao Suape (PE) e a Eliseu Martins (PI). Este trecho inicial foi concluído em 2008. Nessa época, o orçamento previsto para concluir a Transnordestina já havia subido para R$ 5,4 bilhões. E, faltando dois anos para o prazo previsto de entrega da obra, a ferrovia estava apenas 5,9% concluída.
Em 2011, a então presidente Dilma Roussef afirmou que a obra ficaria pronta em 2013.

Em 2012, na projeção do PAC 2, a Nova Transnordestina já estava orçada em R$ 7,5 bilhões. Dentro das estimativas do PAC 2, a previsão era que a ferrovia ficasse pronta apenas em janeiro de 2017, ou seja, mais de dez anos após o lançamento.

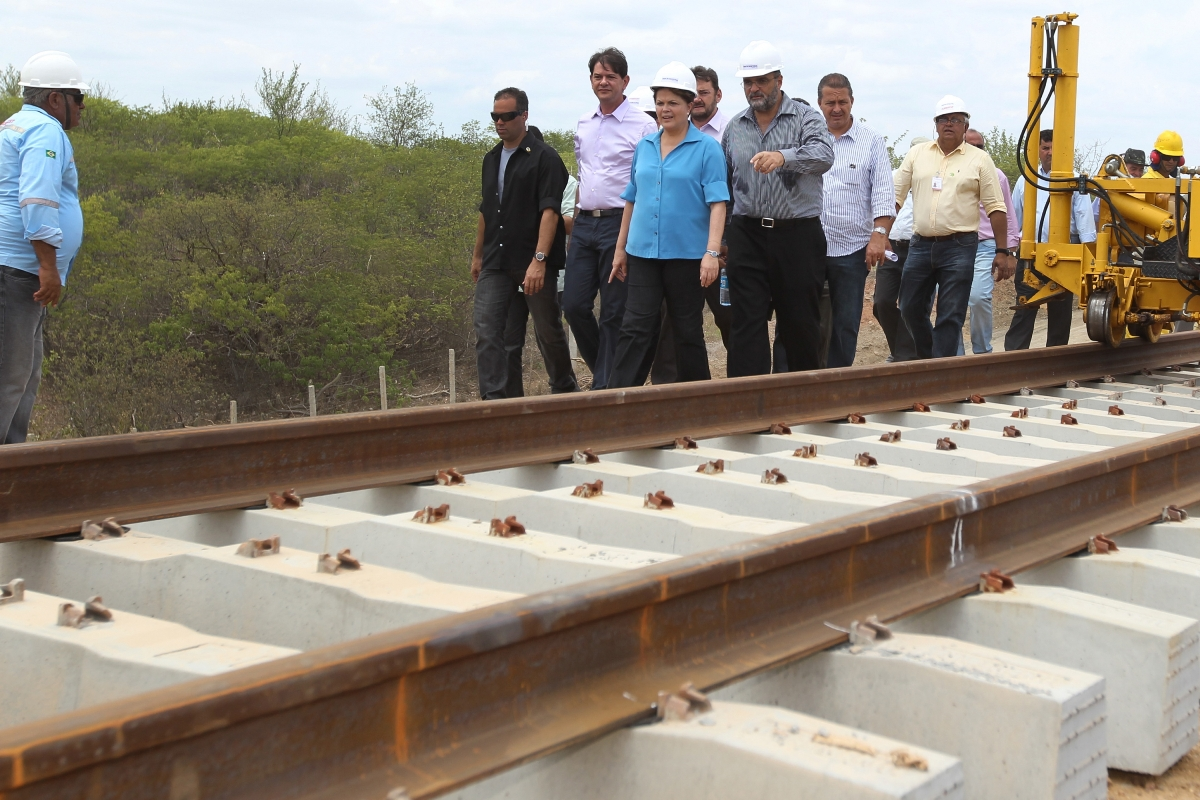
Ex-presidente Dilma Rousseff acompanhando as obras da TLSA.

Em 2013, ocorre a cisão da Transnordestina Logística S.A., sendo criada a Ferrovia Transnordestina Logística (FTL) responsável pela operação das linhas de bitola métrica no nordeste, chamada de Malha 1, enquanto que a Transnordestina Logística S.A. (TLSA) ficou com a Malha 2, de bitola larga e mista, conhecida como ferrovia Nova Transnordestina.
Ao final de 2013, a ferrovia tinha pronto apenas 383 dos 1.753 quilômetros previstos. Três anos depois, em 2016, a obra chegou a 52% de conclusão, tendo consumido cerca de R$ 6,27 bilhões. Na época foi estipulado serem necessários mais R$ 5 bilhões para conclusão total da obra.
Em 2017, por orientação do Tribunal de Contas da União, as obras deixaram de receber repasses de dinheiro público, por descompasso entre dos cronogramas de obras e os valores financeiros liberados.
A CSN correu o risco de perder os contratos de construção da Nova Transnordestina, em 2018, pois a Agência Nacional de Transportes Terrestres (ANTT) iniciou um processo administrativo que poderia ter encerrado a validade dos contratos, considerando o tempo de paralisação das obras.
Depois de ficar parada por mais de três anos, as obras foram retomadas em 2019 a partir de um investimento de R$ 257 milhões efetuados inteiramente pela controladora Companhia Siderúrgica Nacional (CSN).
No final do governo Bolsonaro, em 2022, a CSN renova o contrato com a ANTT com um aditivo que desiste do trecho Salgueiro-Suape, colocando foco apenas até o porto do Pecém, com previsão de funcionamento até 2030. Desse modo, a ferrovia passou de 1753 km para 1209 km de extensão.

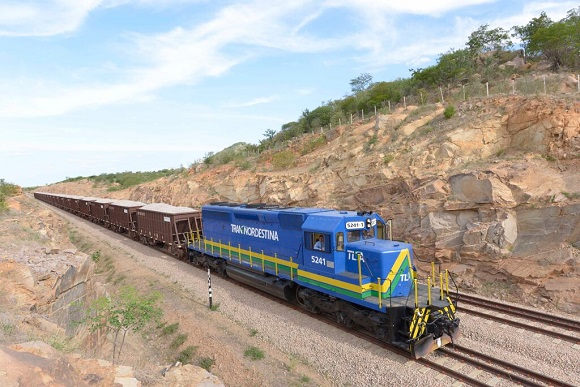
Locomotiva da TLSA, em Salgueiro (PE).

O trecho Salgueiro-Suape foi inserido no Novo PAC em agosto de 2023. 
Em 20 de março de 2024, o Tribunal de Contas da União (TCU) decidiu que o Ministério dos Transportes poderia retomar o investimento no trecho da ferrovia Nova Transnordestina. Em abril, o governo federal lançou edital para contratação da empresa que deve elaborar o projeto de engenharia para a implantação da ferrovia.
O aditivo para a construção do lote 7, com extensão de 55 quilômetros entre os municípios cearenses de Quixadá a Itapiúna, foi assinado em cerimonia realizada em Brasília, no dia 27 de novembro de 2024, contando com a presença do presidente Luiz Inácio Lula, da vice-governadora do Ceará, Jade Romero, e de outras autoridades.
Em 27 de janeiro de 2025, o Governo do Estado do Ceará e a TLSA assinaram a ordem de serviço para o início das obras do lote 11 da ferrovia. O novo lote possuí uma extensão de 26 quilômetros entre o Porto do Pecém e o município de Caucaia. A execução do lote foi assumida pela empresa cearense Marquise Infraestrutura, responsável pela construção dos lotes 1 ao 7.

## Traçado
| Trecho                             | Data de inauguração | Comprimento (km) | Comprimento desde o Porto do Pecém, (CE) (km) | Inicio das obras | Observações e Conexões |
| ---------------------------------- | ------------------- | ---------------- | --------------------------------------------- | ---------------- | --- |
| Porto do Pecém (CE) Salgueiro (PE) | 2026 (previsto)     | 665              | 665                                           | 2006             | Em construção pela Transnordestina Logística S.A.. No final de 2022 faltavam cerca de 370 quilômetros para acessar Pecém.                                        |
| Salgueiro (PE) Eliseu Martins (PI) | 2026                | 587              | 1209                                          | 2006             | Em construção. |
| Porto de Suape (PE) Salgueiro (PE) | Indefinido          | 544              | -                                             | 2006             | Trecho devolvido pela Transnordestina Logística S.A. para o governo federal em 2022, com 190 km construídos no trecho entre Salgueiro e Custódia, em Pernambuco. |